# Niviventer fulvescens
Niviventer fulvescens är en däggdjursart som först beskrevs av Gray 1847.  Niviventer fulvescens ingår i släktet Niviventer och familjen råttdjur. IUCN kategoriserar arten globalt som livskraftig. Inga underarter finns listade i Catalogue of Life.
Arten blir 13 till 17 cm lång (huvud och bål), har en 16 till 22 cm lång svans och väger 60 till 135 g. Den har 30 till 34 mm långa bakfötter och 17 till 23 mm långa öron. På ovansidan finns ett större spektrum av pälsfärger från blek ljusbrun till kraftig orange. En tydlig gräns skiljer den ljusgula till vita undersidan från ovansidans färg. Även svansen är uppdelad i en mörkbrun ovansida och en vit undersida. Ibland dokumenteras exemplar med enfärgad svans.
Denna gnagare förekommer från regionen Kashmir och Nepal till sydöstra Kina samt till Sumatra och Java. Den vistas i kulliga områden och i bergstrakter upp till cirka 2700 meter över havet. Habitatet varierar mellan städsegröna skogar, lövfällande skogar och barrskogar. Arten besöker även trädgårdar och landskap intill skogar som gräsmarker och buskskogar. I några delar av utbredningsområdet delar arten sitt revir med Niviventer confucianus.
Niviventer fulvescens äter frön, bär, troligen gröna växtdelar och insekter.